# Cantuskören i Vadstena
Cantuskören (tidigare ABF:s manskör) är en manskör i Vadstena som bildades 1946 av Bror Andersson. 

## Historik
Kören blev till 1946 då ABF:s blandade kör blev en manskör. Den som stod som initiativtagare till denna ombildning var Bror Andersson. Den förste dirigenten kören hade var Sven-Erik Löfman. 1948 blev Olle Östblom dirigent för kören. Rolf Erixon blev körens dirigent 1966. Under Erixons tid döptes kören om till Cantuskören. 1984 blev Lennart Djärf dirigent för kören. Under Djärfs tid framförde man två egna musikaler: Drömmen om Brodway, 1988 och Mer än pengar, 1991. 1996 fick kören Vadstena kommuns kulturstipendium. Samma år blev Patrik Karlsson dirigent för kören. Hösten 1999 blev Anna Gullman dirigent för kören. Mellan 2003 och 2004 var Gunilla Djärf dirigent och vårterminen 2005 blev Anna Smedendahl dirigent. Mellan 2006 och 2008 var Karin Westberg dirigent. 2008 blev Patrik Karlsson åter körens dirigent.

## Diskografi
- O, helga natt![1]
- Toner i tusental[1]
- Liksom Rosen[1]
- I Herrens Gårdar[1]
- 1988 - Gläd Dig, o värld[1]
- Tonen från himlen[1]
- 2002 - Julnattens under[1]